# Ire möbel
Ire Möbel Sweden AB är ett svenskt möbelföretag med inriktning på soffor och fåtöljer med produktion, showroom och huvudkontor i Tibro, Sverige med återförsäljare i Sverige, Norge, Danmark, Holland, Tyskland och Belgien. 
Ire skapar svensktillverkade möbler med tidlös design, rena linjer och hållbar kvalitet.